# Ozan Kabak
Ozan Muhammed Kabak (* 25. März 2000 in Çankaya) ist ein türkischer Fußballspieler. Er steht bei der TSG 1899 Hoffenheim unter Vertrag und ist A-Nationalspieler der Türkei.

## Leben
Seine Eltern migrierten aus beruflichen Gründen aus dem in der südostanatolischen Provinz Mardin liegenden Derik in die Hauptstadt der Türkei, Ankara. Deswegen kam Kabak 2000 als Sohn eines türkischen Staatsbediensteten in der Ortschaft Çankaya, das in der zentralanatolischen Großstadtkommune Ankara liegt, zur Welt. Des Weiteren wuchs er mit einer älteren Schwester und einem jüngeren Bruder in Silivri rund 80 km westlich vom Istanbuler Zentrum entfernt auf und ging dort zur Schule, da sein Vater als Gefängnisdirektor dorthin versetzt wurde. Kabak schloss die naturwissenschaftliche Mittelschule in Istanbul mit einem Abschluss ab, sein stärkstes Schulfach war hierbei Physik. Neben der türkischen Sprache spricht er auch Kurdisch und Englisch.

## Karriere
Kabak ist ein 1,86 m großer Abwehrspieler. Seine Kernaufgabe in der Defensive ist die Innenverteidigung, wobei seine Stärken im Kopfballspiel, in Zweikämpfen und seiner Reaktionsfähigkeitliegen. Ansonsten gilt er als ruhig und gut in der Ballbehandlung beim Spielaufbau. Des Weiteren zeichnet ihn seine Torgefährlichkeit nach ruhenden Bällen (Standardsituationen) aus. Gemäß seinem Schalker Trainer David Wagner galt Kabak im Juli 2019„[…] sicher [als] eines der größten Abwehrtalente in Europa …“.

### Vereine

#### Anfänge in der Türkei
Kabak ging im Westen der Metropole Istanbul in Silivri zur Schule. Dort spielte er regelmäßig Fußball in den Schulpausen und im Sportunterricht. Der Sportlehrer erkannte sein fußballerisches Talent und empfahl Kabaks Vater, seinen Sohn bei einem Fußballverein einzuschreiben. Dies unterstützte der Vater als ehemaliger Amateurfußballspieler und somit begann Kabak mit dem Vereinsfußball in der Jugend von Silivrispor. Seine Fußballspielerkarriere begann er als Offensivspieler im zentralen Angriff. Als talentierter Fußballer durfte Kabak mit nächsthöheren Fußballjahrgangsstufen mittrainieren und kam in Vorbereitungsspielen zum Einsatz. Aufgrund seiner fußballerischen Leistungen empfahl ihn der Jugendtrainer von Silivrispor an die Nachwuchsabteilung von Galatasaray Istanbul weiter und somit wurde er dort zum Probetraining eingeladen, das Kabak erfolgreich abschloss. 2011 wurde er im Alter von elf Jahren Jugendspieler von Galatasaray. Bei Galatasaray wurde Kabak zum Abwehrspieler umgeschult, weil er das Spiel von hinten heraus gut aufbauen konnte. Nach zwei Jahren erhielt der gelernte Innenverteidiger einen Amateurvertrag.
2017 erhielt Kabak schließlich einen Profivertrag und stieg anfänglich in die Reservemannschaft der Profis auf. Im Derby gegen den Stadtrivalen Beşiktaş Istanbul wurde Kabak das erste Mal in die erste Mannschaft berufen. Zwei Wochen später, am 12. Mai 2018, debütierte er beim 2:0-Heimsieg des späteren türkischen Meisters gegen Yeni Malatyaspor in der Süper Lig, als Trainer Fatih Terim ihn in den Schlussminuten für Ryan Donk einwechselte. Später im Oktober 2018 bestritt und trug er als Verteidiger in der Gruppenphase der UEFA Champions League 2018/19 sein Vereinseuropapokalspieldebüt und zu einem gegentorlosen 0:0-Remis gegen den FC Schalke 04 bei. Anfang Januar 2019 wurde der 18-jährige Kabak nach seinen fußballerischen Leistungen von UEFA-Reportern zu den „50 Toptalenten der Zukunft“ auserkoren, die „2019 für Aufsehen sorgen könnten“. Insgesamt absolvierte er für die Erstmannschaft Galatasarays 18 Pflichtspiele.

#### Wechsel nach Deutschland und Leihen nach England
Am 17. Januar 2019 wechselte der Innenverteidiger mit 18 Jahren für die Summe von rund 11 Millionen Euro zum deutschen Bundesligisten VfB Stuttgart. Damit löste er Pablo Maffeo als bisherigen vereinsinternen Rekordtransfer ab. Kabak unterzeichnete bei den Stuttgartern einen bis 2024 laufenden Vertrag. Bei der 1:4-Auswärtsniederlage beim FC Bayern München gab er in der Startelf stehend sein Bundesligadebüt und erzielte am 24. Spieltag gegen Hannover 96 seine beiden ersten Treffer als Profi. Nach dem Abstieg des VfB Stuttgart wechselte Kabak per Ausstiegsklausel für 15 Millionen Euro zur Saison 2019/20 zum FC Schalke 04 und erhielt bei den Schalkern einen bis Juni 2024 laufenden Vertrag. Anfang 2020 avancierte er zu den Leistungsträgern seiner Mannschaft und vom Kicker-Sportmagazin erhielt er in der Saison 2019/20 die besten Noten aller Schalker Spieler.
Anfang Februar 2021 wechselte Kabak am letzten Tag der Wintertransferperiode vom Tabellenletzten der Bundesliga zum englischen Meister FC Liverpool. Der 20-Jährige wurde zunächst bis zum Ende der Saison 2020/21 inklusive einer Kaufoption ausgeliehen. Beim 2:0-Auswärtssieg gegen RB Leipzig war Kabak der erste türkische Spieler, der in der Champions League für eine englische Mannschaft zum Einsatz kam. Kabak bestritt nur 9 von 17 möglichen Ligaspielen für den FC Liverpool, unter anderem aufgrund einer Muskelverletzung. Darüber hinaus bestritt er 4 Spiele in der Champions League. Nachdem die Kaufoption nicht wahrgenommen worden war, gehörte er anfänglich in der Saison 2021/22 wieder dem Kader des FC Schalke 04 an, der zu dieser Saison in die 2. Bundesliga abgestiegen war. Gegen Ende August 2021 wurde er erneut in die Premier League mit einer Kaufoption ausgeliehen, diesmal an Norwich City. Dort absolvierte er 11 Ligaspiele und stieg mit dem Verein als Tabellenletzter ab.

#### TSG 1899 Hoffenheim
Nach seinem Leihende kehrte Kabak zur Sommervorbereitung 2022 zunächst zu den Schalkern zurück, die wieder in die Bundesliga aufgestiegen waren. Er wechselte jedoch noch vor dem Beginn der Saison 2022/23 zur TSG 1899 Hoffenheim, bei der er einen Vertrag bis zum 30. Juni 2026 unterschrieb. Sein Debüt für die TSG absolvierte Kabak im August 2022 in der 1. Runde des DFB-Pokals, als er in der Partie gegen den SV Rödinghausen in der 85. Spielminute für Benjamin Hübner eingewechselt wurde und dabei direkt per Kopf den wichtigen 1:0-Führungstreffer erzielte. In der Bundesliga 2022/23 gehörte Kabak bis zur Weltmeisterschafts-Pause zu den zehn erfolgreichsten Kopfballduellspielern und Ballabfängern der laufenden Saison. Während der Saison rangierte er im Winter 2022/23 in der Rangliste des deutschen Fußballs unter den zehntbesten Innenverteidigern. Am Saisonende 2022/23 gehörte Kabak zu den 30 besten Bundesligaspielern in den Kategorien „Kopfballduelle“, „Zweikämpfe“ und „abgefangene Bälle“. Auch in der Spielzeit 2023/24 war der Türke bei den Hoffenheimern gesetzt und absolvierte 28 Ligaspiele, in welchen er außerdem 4 Tore erzielte. Nachdem Hoffenheim im ersten Jahr mit Kabak lange um den Klassenerhalt gespielt hatte, beendete man diese Spielzeit auf dem 7. Tabellenplatz und qualifizierte sich dadurch für die Europa League. Aufgrund seiner Kreuzbandverletzung, die er sich Anfang Juni 2024 im Länderspiel der Nationalmannschaft zuzog, verpasste er die gesamte Spielzeit 2024/25.

### Nationalmannschaft
Kabak kam erstmals für die Türkei bei den U14-Junioren zum Einsatz. Es folgten weitere Spiele in der U15 und U16. Mit der U17 nahm er an der Europameisterschaft 2017 in Kroatien teil und kam dort zu fünf Einsätzen inklusive eines Tors. Kabak agierte als Stammspieler und erreichte mit der Mannschaft das Halbfinale, des Weiteren gehörte er zu den zehn fußballerisch besonders auffälligsten Talenten des Turniers. Mit dem Europameisterschafts-Halbfinaleinzug qualifizierte sich Kabak mit der Mannschaft für die U17-Weltmeisterschaft, die fünf Monate später folgte und bei der er erneut dem Kader angehörte.

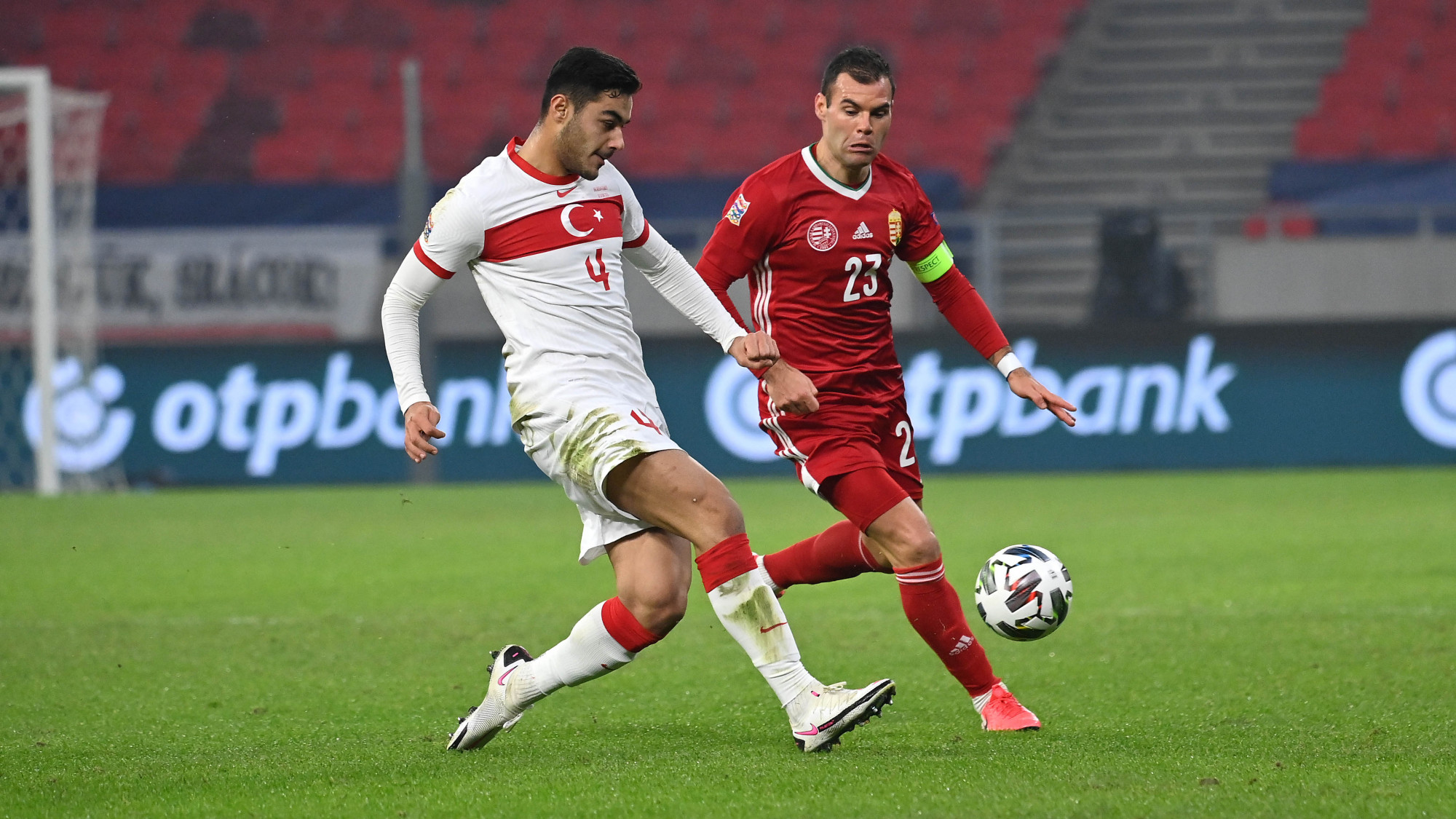
Kabak (Links) in der UEFA Nations League 2020/21, im Duell gegen Nemanja Nikolics um den Fußball.

Im letzten Europameisterschafts-Qualifikationsspiel gegen Andorra bestritt der Verteidiger im November 2019 sein Debüt für die türkische A-Auswahl. Mit ihm in der Startelf stand sein Schalker Mannschaftskamerad Ahmed Kutucu. Nach der Europameisterschaftsqualifikation kam er 2020 in der UEFA Nations League zu weiteren A-Länderspieleinsätzen. Im Jahr 2021 wurde er in den Kader der türkischen Nationalmannschaft für die Europameisterschaft 2021 berufen, wobei er aber zu keinem Turnierspieleinsatz kam. 2022 trug Kabak in der Liga C der UEFA Nations League 2022/23 als Startelf-, Einwechsel- und Ergänzungsspieler zum Gruppensieg seiner Nationalmannschaft sowie auch zum sofortigen Wiederaufstieg in die Liga B bei. Im gleichen Jahr erzielte er mit 22 Jahren im November im Länderspiel gegen Schottland sein erstes A-Länderspieltor. Im Sommer 2024 gehörte er dem vorläufigen türkischen Kader für die Europameisterschaft 2024 an, verletzte sich aber Anfang Juni 2024 beim Freundschaftsspiel gegen Italien am Kreuzband und verpasste dadurch das Turnier.

## Erfolge
- Türkischer Meister: 2018

## Auszeichnungen
- Bundesliga Rookie Award
  - des Monats: März 2019
  - der Saison: 2018/19

- Spieler des Monats
  - vom FC Schalke 04: November 2019[35]
  - von der TSG 1899 Hoffenheim: August, November 2022[36]

- Beste Bundesliga-Elf des Spieltages
  - der Sportschau: 24. Spieltag der Saison 2018/19;[37] 2. Spieltag der Saison 2022/23[38]
  - des Kicker-Sportmagazins: 24. Spieltag der Saison 2018/19; 13. Spieltag der Saison 2019/20;[39] 2. und 3. Spieltag der Saison 2022/23;[40] 1. und 5. Spieltag der Saison 2023/24[41]